# Yong Jing
Pour les articles homonymes, voir Yong (homonymie).
Yong Jing née le 9 janvier 1994, est une joueuse de hockey sur gazon chinoise.

## Carrière
Elle a fait partie de l'équipe nationale pour concourir à la Coupe du monde 2018 à Londres.

## Palmarès
- : 3e au Champions Trophy d'Asie en 2018.